# Jorge Solís (Fußballspieler)
Jorge Solís (* in San Ramón de los Palmares, Alajuela), auch bekannt unter dem Spitznamen Palmareño, ist ein ehemaliger costa-ricanischer Fußballspieler auf der Position des rechten Außenverteidigers und nach Meinung einiger Experten der Beste, der je für Costa Rica auf diesem Posten gespielt hat. 

## Leben

### Verein
„Palmareño“ Solís spielte in den 1950er Jahren für die costa-ricanischen Teams Asociación Deportiva Ramonense und Club Sport La Libertad, bevor er in die mexikanische Liga zu Atlas Guadalajara wechselte. Anschließend stand er noch bei den mexikanischen Vereinen Nacional de Guadalajara und Deportivo Tampico sowie beim guatemaltekischen Erstligisten Club Social y Deportivo Municipal unter Vertrag, bevor er nach Costa Rica zurückkehrte. Dort gewann er 1966 mit der Liga Deportiva Alajuelense die Meisterschaft und beendete 1967 seine aktive Laufbahn. 

### Nationalmannschaft
Solís bestritt elf Länderspiele für sein Heimatland und gewann 1955 die Meisterschaft Mittelamerikas und der Karibik. 

## Trivia
Am 29. April 1979 wurde das Stadion seines Geburtsortes Palmares nach ihm benannt und trägt seither den offiziellen Namen Estadio Jorge Palmareño Solís. Das Stadion dient der Fußballmannschaft der AD Palmareña als Heimspielstätte.  

## Erfolge

### Verein
- Costa-ricanischer Meister: 1966

### Nationalmannschaft
- Meister Mittelamerikas und der Karibik: 1955